# Самойленко, Александр Валерьянович
Алекса́ндр Валерья́нович Само́йленко (род. 28 марта 1964, Ташкент) — советский и российский актёр театра и кино, кинорежиссёр, продюсер, радиоведущий.

## Биография
Родился 28 марта 1964 года в Ташкенте. В 1988 году окончил Высшее театральное училище имени Б. В. Щукина. Некоторое время работал не по профессии — администратором в театре им. Вахтангова, а затем занялся бизнесом: совместно с актёром Максимом Сухановым создали театральную мастерскую по изготовлению декораций. Но через некоторое время они её продали и открыли в Москве несколько клубов и ресторанов, Александру Самойленко пришлось побыть некоторое время ресторатором. В настоящее время управленческой деятельностью в ресторанах не занимается, а только выступает как владелец (совместно с Максимом Сухановым) ресторанов «Маяк», «Станиславский», «Лабарданс», «Квартира 44».
С 1997 года — в труппе Московского драматического театра им. К. С. Станиславского. С 2007 года — артист театра на Малой Бронной. Играл и играет в спектаклях Театра наций и Другого театра. С начала 2000-х активно снимается в кино (наибольшую известность принесли фильмы «Ночной дозор», «Дневной дозор», ситком «Папины дочки») и занимается продюсированием фильмов и телесериалов. В феврале 2016 года продюсерская компания Александра Самойленко и театр имени Ермоловой представили пьесу американского драматурга Дона Нигро «Дон Джованни».
Ведущий радиопрограммы «Парилка c Александром Самойленко» на радиостанции «Сити-FM».

## Творчество

### Роли в театре

#### Московский драматический театр им. К. С. Станиславского
- «Двенадцатая ночь» (Уильям Шекспир) — сэр Тоби
- «Предательство» (Гарольд Пинтер)
- «Семь святых из деревни Брюхо» — комиссар
- «Укрощение строптивой» (Уильям Шекспир) — Баптиста
- «Хлестаков» — Антон Антонович Сквозник-Дмухановский, городничий

#### Театр наций
- «Опыт освоения пьесы „Чайка“ системой Станиславского» — Сорин

#### Другой Театр
- «Про баб»

#### Московский драматический театр на Малой Бронной
- «Тартюф» (Мольер) — Оргон

### Актёрские работы
- 1987 — «Забытая мелодия для флейты» — Саша, «подельник» Кирилла, эпизод
- 2000 — «Маросейка, 12» — Иван Павлюченко
- 2001 — «Кобра. Чёрная кровь» — Павлюченко
- 2002 — «Атлантида» — Юрий (Кики)
- 2002 — «Олигарх» — Муса Тариев
- 2002 — «Джокеръ» — Фёдор
- 2003 — «Дни Ангела» — Юрчелло
- 2003 — «Кобра. Антитеррор» — Павлюченко
- 2003 — «Таксист» — Пельменштейн («Пельмень»)
- 2004 — «Узкий мост» — Дима
- 2004 — «Посылка с Марса» — Саша Самохин, актёр, играющий Деда Мороза
- 2004 — «Дети Арбата» — Орджоникидзе
- 2004 — «Ночной дозор» — Илья («Медведь»), маг-перевёртыш
- 2005 — «Две судьбы 2» — Гарик
- 2006 — «Дневной дозор» — Илья («Медведь»), маг-перевёртыш
- 2006 — «Две судьбы 3» — Гарик
- 2006 — «Палач» — Саня, водитель-дальнобойщик
- 2007 — «Погоня за Ангелом» — Артур
- 2007 — «Бухта страха» — Илья Медовников-Базис
- 2007 — «Если у Вас нету тёти...» — Герман
- 2007 — 2012 — «Папины дочки» — Андрей Михайлович Антонов, стоматолог
- 2007 — «Год Золотой Рыбки» — Исидор
- 2007 — «1612: Хроники Смутного времени» — Мордан, убийца Фёдора Годунова
- 2008 — «Юбилей» — Кирилл, сын Грановской
- 2008 — «Слабости сильной женщины» — Женька
- 2008 — «Короли игры» — Степан Лосев
- 2008 — «Всё могут короли» — Антон, главный редактор глянцевого журнала
- 2008 — «Дачница» — Шпагин
- 2008 — «Роман выходного дня» — Николай Николаевич, частный детектив
- 2008 — «Синие ночи» — Аристарх Владимирович, музрук
- 2008 — «Хорошие парни» — Борюн
- 2008 — «Клуб» — олигарх
- 2008 — «Новая Земля» — Али
- 2008 — «Цыганочка с выходом» — Вася Майданов, отец Лигиты и Сандры
- 2008 — «Безымянная — одна женщина в Берлине» нем. Anonyma – Eine Frau in Berlin) — Петька
- 2009 — «Невеста любой ценой» — Трещев
- 2009 — «Какраки» — Сергиенко
- 2009 — «След саламандры» — шейх Исса
- 2010 — «Достоевский» — Газин, заключённый в остроге
- 2010 — «Заложники» — Георгий Константинович Воронцов, бизнесмен
- 2010 — «Индус» — Илья Трофимович Ведерников, директор института, профессор
- 2010 — «Ирония любви» — таксист
- 2010 — «Сердце капитана Немова» — Сиверс
- 2010 — «Семейная история» — Николай Бобров
- 2010 — «Судьбы загадочное завтра» — Сергей Александрович Гаврошев («Гаврош»), «правая рука» предпринимателя Константина Гаева
- 2011 — «Костоправ» (серия № 2 «Овощной бог») — Сила Силыч Гордеев, овощной король
- 2011 — «Москва — не Москва» — Зотов, хозяин рекламного агентства
- 2011 — «Откровения» (серия № 11 «Редакция») — Роман Карлович, главный редактор «жёлтой» газеты
- 2011 — «Нереальная история» (скетчком) — Вольдемар Никитич Бельёвский, помещик
- 2012 — «Всё просто» — Максим
- 2013 — «Королева бандитов» — Дмитрий Степанович Буров, бандит
- 2013 — «Повороты судьбы» — Александр Русаков, «оборотень в погонах»
- 2013 — «Розыск» — Пётр Аркадьевич Самохин, хозяин игрового бизнеса
- 2014 — «Доброе имя» (серия № 5) — Александр Александрович Тимохин, бизнесмен
- 2014 — «Прошлым летом в Чулимске» — Иннокентий Мечёткин, предприниматель
- 2014 — «Чужая война» — «Полкан»
- 2014 — «Лёгок на помине» — Роман, дядя и начальник Павла
- 2014 — «Зимы не будет»
- 2014 — «Любит не любит» — отец Павел, священник
- 2015 — «Час Сыча» — Пётр Иванович Губенко, полковник полиции, начальник ГУВД
- 2015 — «Родители» — Александр Валерьянович Соколов (папа Саша), отец Тимофея, Ильи и Максима
- 2015 — «Идеальная жертва» — Степан Ильич, отец Нади
- 2015 — «Уроки выживания» — «Кучерявый»
- 2015 — «Как поднять миллион. Исповедь Z@drota» — отец Жени
- 2016 — «День выборов 2» — Фёдор Викторович, бизнесмен
- 2016 — «Не свадебное путешествие» — Хромов
- 2016 — «Против всех правил» — Аникин, заместитель мэра
- 2017 — «Салют-7» — Валерий Петрович Шубин, руководитель полёта (прототип — Валерий Викторович Рюмин)
- 2017 — «Рок» — конферансье
- 2017 — «Аритмия» — Михаил, отец Кати
- 2018 — «Каникулы президента» — Анатолий Степанович Романов, казачий атаман
- 2019 — «Жара» — первый пилот
- 2019 — «Трудности выживания» — Митрич, хозяин баркаса
- 2019 — «Холоп» — Павел, олигарх, отец Гриши
- 2019 — «Лев Яшин. Вратарь моей мечты» — Мишурин, чиновник Спорткомитета СССР
- 2019 — «Девять жизней» — Игнат Петрович Журавлёв, владелец фермы, брат-близнец Фёдора / Фёдор Петрович Журавлёв, полковник СК, брат-близнец Игната
- 2019 — «Родители 2» — Александр Валерьянович Соколов (папа Саша), отец Тимофея, Ильи и Максима
- 2019 — «Госзаказ» — главный
- 2019 — «Душегубы» — Михаил Кузьмич Шахнович
- 2019 — «Последствия» — Андрей Владимирович
- 2020 — «Родители 3» — Александр Валерьянович Соколов (папа Саша), отец Тимофея, Ильи и Максима
- 2020 — «Смотри как я» — Игорь Сергеевич Шорохов, бизнесмен, отец Максима
- 2020 — «Инкубатор» —
- 2020 — «Родители 4» — Александр Валерьянович Соколов (папа Саша), отец Тимофея, Ильи и Максима
- 2021 — «Клиника счастья» — Рожкин
- 2021 — «Наперекор судьбе» — Павел Андреевич, муж Елизаветы Купцовой
- 2021 — «Стенограмма судьбы» — Феликс Тюрин, криминальный авторитет
- 2022 — «Декабрь»
- 2022 — «Чук и Гек. Большое приключение» — ямщик
- 2022 — «Женщина, которая умеет хранить тайны» — Морозов
- 2022 — «Стикер» — Винни-Пух
- 2022 — «Кто там?» — Сергеич
- 2022 — «Счастье не за горами» — Илья
- 2023 — «Вызов» — районный прокурор Семёнов
- 2023 — «Папины дочки. Новые» —  Андрей Михайлович Антонов, стоматолог
- 2023 — За Палыча!
- 2024 — «Золото Умальты» — Леонтий Булыгин
- 2024 — «Родители 5» — Александр Валерьянович Соколов (папа Саша), отец Тимофея, Ильи и Максима
- 2024 — «Холоп 2» — Павел, отец Гриши

### Режиссёрские работы
- 2005 — «Роман ужасов»
- 2006 — «Будем на ты»

### Продюсерские работы
- 2003 — «Дни Ангела»
- 2004 — «Посылка с Марса» (совместно с Максимом Сухановым)[5]
- 2005 — «Роман ужасов» (совместно с Константином Дыдышко)
- 2009 — «След саламандры»
- 2010 — «Судьбы загадочное завтра»
- 2011 — «Дальнобойщики 3»
- 2012 — «Моя большая семья»
- 2013 — «Повороты судьбы»
- 2014 — «Доброе имя» (креативный продюсер)
- 2015 — «Идеальная жертва»
- 2016 — «Быть свободным»
- 2019 — «Девять жизней» —